# Asedio de Kannanur
El asedio de Kannanur fue un enfrentamiento militar que tuvo lugar en 1342 o 1343 en la actual ciudad de South Kannanur, Tamil Nadu, India. Involucró a la dinastía Hoysala y al recién creado Sultanato de Madurai. Finalizó con la derrota y captura del rey hoysala Veera Ballala III por el sultán Ghiyas-ud-Din Muhammad Damghani, quien acabó ejecutándolo. El rey había intentado conquistar la costa de Coromandel, logrando triunfar en un encuentro inicial con el sultán, pero en un posterior asedio fue vencido y forzado a retirarse, momento en que fue capturado junto con su tesoro. Este evento marcó el final del poder hoysala en la región.

## Antecedentes
En décadas anteriores, el rey Veera Ballala III de la dinastía Hoysala se vio involucrado en guerras contra el Sultanato de Delhi, lo que le valió la pérdida de la mayoría de sus dominios. Mientras, en 1340, Ghiyas-ud-Din Muhammad Damghani asumió el trono del Sultanato de Madurai, que cinco años antes se había independizado de Delhi durante el breve gobierno de Yalaluddin Ahsan Jan. Respecto de la ciudad de Kannanur, aquella tenía un valor especial para los hoysalas, pues había sido su capital varias veces, pero habían perdido su control ante el poderío de Delhi y finalmente acabó bajo soberanía de Madurai.

## Combate
En 1342, Ballala III emprendió una campaña para capturar la costa de Coromandel del Sultanato de Madurai. Las fuerzas hoysalas, compuestas por 100 000 soldados, encontraron oposición por parte de las fuerzas de Ghiyas-ud-Din cerca de Kannanur. Después de una derrota inicial, las fuerzas del sultán, compuestas por 6000 hombres, se vieron obligadas a retirarse hacia Madurai.
Las fuerzas Ballala III iniciaron su marcha hacia el fuerte de Kannanur con la intención de capturarlo, resultando en un asedio de seis meses hasta que el rey ofreció al sultán una rendición negociada. Sin embargo, Ghiyas-ud-Din, con una caballería de 6000 hombres, avanzó personalmente hacia las líneas hoysalas y logró capturar Ballala III. Tras la pérdida de su rey, las fuerzas hoysalas se vieron obligadas a retirarse. El monarca prisionero fue ejecutado después de que su tesoro fuera capturado.

## Consecuencias
El hijo del rey hoysala, Virupaksha Ballala, más conocido como Veera Ballala IV, demostró su incompetencia para detener el avance del recién creado Reino de Vijayanagara mientras seguía luchando contra Madurai. Muchas de sus mejores tropas las perdió en Kannanur, mientras que los restos de su tesoro los uso para intentar pagar el rescate de su padre y fue abandonado por su general y primo Ballappa Dandanayaka. Finalmente, en 1346 su reino fue absorbido por el de Vijayanagara. La dinastía Kadamba, que gobernaba en Banavasi, pero el príncipe Marappa de Vijayanagara invadió su feudo y derrotó a los kadambas. Ballala IV acabó muriendo en una batalla contra el sultán de Madurai poco después, poniendo fin a su dinastía.